# 美国海外军事设施列表

拥有美国军事基地和设施的国家

美国拥有遍布全球的军事设施网络，其军事基地遍布各大洲数十个国家，为世界之最。截至 2014 年 9 月 30 日，共有 38 个公开名字的基地驻有现役部队、美国国民警卫队、预备役或文职人员。就人数来说，其最大的基地是位于德国的拉姆施泰因空军基地，有近 9,200名各类军事人员。 由于此类信息的敏感性和机密性，因此并没有一份包含所有基地、站点和设施的确切数量或位置的完整列表。目前，美国在海外拥有的、正在使用或可能存在美国军事人员并由其盟友运作的设施总数或已超过1,000个。
在冷战期间，美国常常将军事基地设在第三世界国家，被用来当作与苏联争霸的重要手段。但是到冷战结束后，这些基地大都被保留了下来。
自第二次世界大战结束以来，美国各类军事基地已经历了数轮关闭和合并，最近一次的关闭过程被称为基地重新调整和关闭。在2020年代初期，反种族主义运动开始呼吁变更各种军事基地命名，以删除在美国内战期间与联邦作战的邦联人物的名字。命名委员会根据 2021 财年国防授权法案成立，并于 2022 年 12 月开启更名计划。

## 联合作战基地

### 澳大利亚
- 松树谷 – 松树谷联合防御设施 (JDFPG), 位于澳大利亚北领地的艾丽斯斯普林斯镇。
- 哈罗德E·霍特海军通信站 – 位于澳大利亚东北海岸，距离埃克斯茅斯镇（英语：Exmouth, Western Australia）6公里。
- 罗伯逊兵营（英语：Robertson Barracks） – 位于澳大利亚北领地达尔文市.
- 澳大利亚国防卫星通信站（英语：Australian Defence Satellite Communications Station） – 位于澳大利亚西部杰拉尔顿以东30km附近。
- 澳大利亚还有其他美国基地，但此列表不包括美国可以进入的澳大利亚国防军基地。 美国军队可以进入所有主要的澳大利亚国防军训练区、澳大利亚北部皇家空军机场、达尔文、弗里曼特尔的港口设施、珀斯的斯特灵海军基地以及印度洋科科斯群岛的机场。[7][8][9][10][11]

### 伊拉克
大约有2,500美军驻扎在伊拉克的多个基地内  ，这些基地被用来训练当地武装，同时也为了打击叙利亚的相关目标。

| - 安巴尔省 - 阿萨德空军基地 - 哈巴尼亚营 - 巴格达 - 胜利营 - 杜胡克省 - 阿特鲁什油田 | - 阿尔贝拉 - 哈里尔空军基地 - 艾比尔国际机场 - 尼尼微省 - 卡利兹（舒马附近） - 萨拉赫丁省 - 巴拉德空军基地 |

### 尼日尔
美国在尼日尔拥有3个无人机基地。这些基地部署了数百名执行非战斗任务的美国特种作战部队，用来训练尼日尔政府部队和执行其他任务。
- 阿尔利特基地[17][18][19]
- 阿加德兹尼日尔201空军基地（英语：Niger Air Base 201） [17][20]
- 尼亚美基地[17]

### 叙利亚

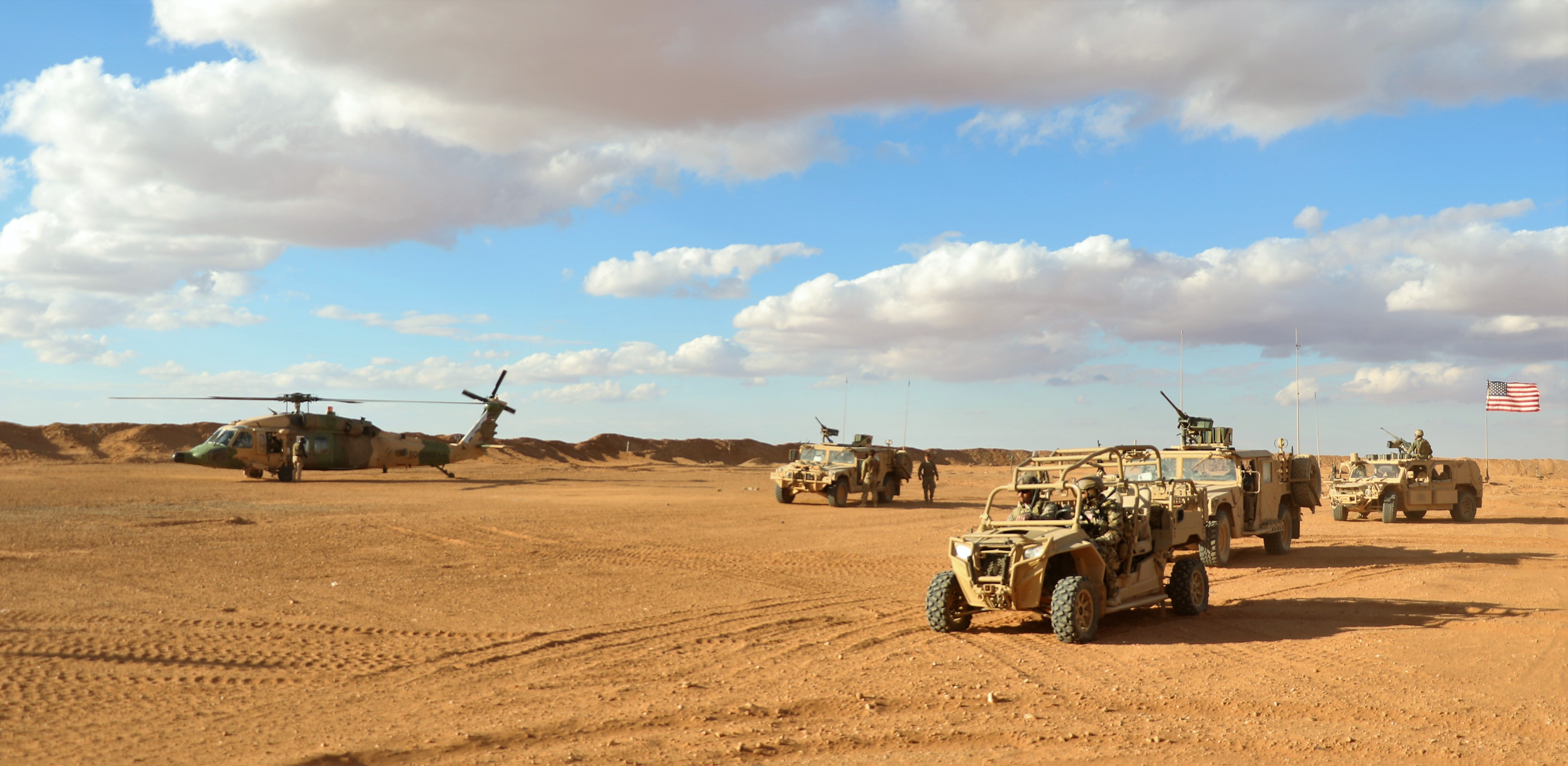
阿特坦夫基地停机坪

为了训练库尔德反对派武装，美军在叙利亚境内部署大约1,500-2,000名美军士兵，其分布在 12 个不同的设施中。这些士兵于2019年10月从叙利亚撤至伊拉克西部。据《纽约时报》报道称，五角大楼正计划“将 150 名特种作战部队留在阿特坦夫基地”，美国正在该基地训练叙利亚反对派武装。此外，约200名美国士兵被部署在叙利亚东部油田附近，用以阻止伊斯兰国、叙利亚政府和俄罗斯军队在该地区的活动。
根据参加阿斯塔纳会谈的阿拉伯叙利亚共和国代表团团长的说法，美国在叙利亚的存在是“非法的”并且“未经政府授权”。

## 美国陆军基地

### 比利时
- 欧洲盟军最高司令部

### 保加利亚
- 艾托斯物流中心，布尔加斯州
- 贝兹梅尔空军基地，扬博尔州
- 格雷夫·伊格纳季沃空军基地（英语：Graf Ignatievo Air Base），普罗夫迪夫州
- 诺芙西洛演习场，斯利文州

### 土耳其
- 库雷吉克雷达站（英语：Kürecik Radar Station），马拉蒂亚省

### 喀麦隆
- 加鲁阿应急基地（英语：Contingency Location Garoua），加鲁阿

### 德国
- 短匕建筑（英语：Dagger Complex），达姆施塔特
- 雪绒花度假村（英语：Edelweiss Lodge and Resort），加米施-帕滕基兴
- 卢修斯·克莱营，黑森州
- 格拉芬沃训练场（英语：Grafenwöhr Training Area），格拉芬沃尔
- 联合跨国战备中心,巴伐利亚
- 哈斯特赫兵营（英语：Husterhoeh Kaserne），皮尔马森斯
- 凯泽斯劳滕军事社区（英语：Kaiserslautern Military Community）
- 卡特巴赫军营（英语：Katterbach Kaserne），安斯巴赫
- 凯利军营（英语：Kelley Barracks），斯图加特
- 帕奇军营，斯图加特
- 羅賓森軍營（英语：Robinson Barracks），斯图加特
- 兰佩特海姆训练场
- 兰施图尔地区医疗中心（英语：Landstuhl Regional Medical Center），兰施图尔
- 麦卡利军营，瓦肯海姆
- 米绍陆军基地，米绍
- 上达赫施泰滕库房，安斯巴赫
- 希普顿军营，安斯巴赫
- 坦克营（英语：Panzer Kaserne），伯布林根
- 普拉斯基兵营，凯泽斯劳滕
- 莱茵河军械营，凯泽斯劳滕
- 森巴赫军营（英语：Sembach Kaserne），凯泽斯劳滕
- 谢里登兵营，加米施-帕滕基兴
- 斯托克军营（英语：Storck Barracks），伊勒斯海姆
- 斯图加特陆军机场，斯图加特
- 美因茨-卡斯特尔基地（英语：Mainz-Kastel）
- 威斯巴登训练基地（英语：Mainz Sand Dunes）
- 威斯巴登雷达站

### 以色列
- 迪莫纳雷达站（英语：Dimona Radar Facility）

### 意大利
- 达比营（英语：Darby Military Community），比萨
- 埃德勒营, 维琴察
- 雷纳托德尔丁营，维琴察

### 伊拉克
- 巴格达外交支持中心，巴格达国际机场，巴格达
- 胜利基地综合体，巴格达国际机场
- 美国驻伊拉克大使馆，巴格达
- 阿萨德空军基地，安巴尔省
- 艾比尔国际机场，阿尔贝拉
- 哈里尔空军基地，阿尔贝拉

### 叙利亚
- 阿特坦夫，霍姆斯省
- 绿村基地, 代尔祖尔省
- 奥马尔油田, 代尔祖尔省
- 康菲石油任务据点, 代尔祖尔省
- 沙达迪基地, 哈塞克省
- 高贝达尔基地, 哈塞克省
- 阿布哈吉尔机场（英语：Abu Hajar Airport）, 哈塞克省
- 赫莫基地, 哈塞克省 (2024 年 1 月撤离)[27]
- 罗贝里耶机场（英语：Robariye airport）, 马利基耶哈塞克省

### 日本
美国陆军日本基地列表
- 座间基地
- 相模补给总库
- 巴克纳要塞（英语：Fort Buckner）
- 鸟居通信站

### 约旦
- 22号哨塔军事基地，鲁克班（英语：Rukban）
- 穆瓦法克萨尔蒂空军基地（英语：Muwaffaq Salti Air Base） , 扎尔卡省

### 科索沃
- 铁骨营（英语：Camp Bondsteel）
- 蒙蒂思营（英语：Camp Monteith）（2007年移防科索沃）

### 科威特
- 阿里夫詹营（英语：Camp Arifjan）
- 布林营（英语：Camp Buehring）
- 爱国者营（英语：Kuwait Naval Base），与科威特海军基地共用

### 立陶宛
- 亨利营（英语：Pabradė Training Area），帕布拉德

### 波兰
- 科希丘什科营（英语：Camp Kosciuszko）

### 韩国
美国陆军韩国基地列表

## 美国海军陆战队基地

### 德国
- 坦克营（英语：Panzer Kaserne），伯布林根

### 日本
- 普天间海军陆战队航空基地，冲绳县
- 岩国海军陆战队航空站，山口县
- 海军陆战队巴特勒营（英语：Marine Corps Base Camp Smedley D. Butler），冲绳县

### 韩国
- 无敌营，庆尚北道浦项市[28]

## 美国海军基地

### 巴哈马
- 大西洋海底测试验证中心（英语：Atlantic Undersea Test and Evaluation Center）

### 巴林
- 巴林海军任务支援基地（英语：Naval Support Activity Bahrain）

### 英属印度洋领地
- 迭戈加西亚海军补给基地（英语：Naval Support Facility Diego Garcia）

### 古巴
- 关塔那摩湾海军基地

### 吉布提
- 莱蒙尼尔军营（英语：Camp Lemonnier）

### 希腊
- 克里特岛海军基地（英语：Crete Naval Base）

### 冰岛
- 凯夫拉维克海军航空站（英语：Naval Air Station Keflavik）

### 意大利
- 那不勒斯海军支援设施
- 锡戈内拉基地

### 日本
- 厚木海军飞行场
- 三泽飞行场
- 驻冲绳美国海军
- 佐世保海军基地
- 横须贺海军设施

### 波兰
- 雷兹科沃海军支持设施[29]

### 罗马尼亚
- 德韦塞卢军事基地（英语：Deveselu Military Base）[30]

### 新加坡
- 西太平洋后勤指挥部[31]

### 韩国
- 釜山海军基地
- 鎭海艦隊支援部隊（英语：Commander Fleet Activities Chinhae）

### 西班牙
- 罗塔海军基地

## 美国空军基地

### 阿鲁巴
- 贝娅特丽克丝女王国际机场（美国南方司令部合作安全点）

### 英属印度洋领地
- 迭戈加西亚海军补给基地（英语：Naval Support Facility Diego Garcia）

### 加拿大
- 加拿大北部湾基地（英语：CFB North Bay）

### 库拉索
- 库拉索国际机场（美国南方司令部合作安全点）

### 爱沙尼亚
- 埃玛里空军基地（英语：Ämari Air Base）

### 德国
- 安斯巴赫
- 北约盖伦基兴空军基地（英语：NATO Air Base Geilenkirchen）
- 拉姆施泰因空军基地
- 施庞达勒姆空军基地（英语：Spangdahlem Air Base）
- 比谢尔空军基地（英语：Büchel Air Base）

### 洪都拉斯
- 尔索托尔莫卡诺空军基地（英语：Soto Cano Air Base）

### 意大利
- 阿维亚诺空军基地
- 达比营（英语：Darby Military Community）
- 锡戈内拉基地

### 日本
- 鹿屋空军基地
- 嘉手纳空军基地
- 三泽空军基地
- 横田空军基地

### 肯尼亚
- 辛巴基地[32]

### 科威特
- 艾哈迈德·贾比尔空军基地（英语：Ahmad al-Jaber Air Base）
- 阿里·萨利姆空军基地（英语：Ali Al Salem Air Base）

### 立陶宛
- 希奥利艾空军基地

### 马绍尔群岛
- 布裘兹空军基地

### 荷兰
- 沃尔凯尔空军基地（英语：VOLKEL AIR BASE）

### 波兰
- 第32战术基地（英语：Łask Air Base）

### 葡萄牙
- 拉日什空军基地

### 卡塔尔
- 乌代德空军基地

### 罗马尼亚
- 罗马尼亚空军第71空军基地（英语：RoAF 71st Air Base）

### 沙特阿拉伯
- 苏丹王子空军基地

### 索马里
- 巴勒多哥勒空军基地（英语：Baledogle Airfield）

### 韩国
- 群山空军基地
- 乌山空军基地

### 阿克罗蒂里和泽凯利亚
- 阿克罗蒂里皇家空军基地（英语：RAF Akrotiri）

### 西班牙
- 莫龙空军基地（英语：Morón Air Base）

### 土耳其
- 因吉利克空军基地
- 伊兹密尔空军基地（英语：Izmir Air Station）

### 阿联酋
- 扎夫拉空军基地（英语：Al Dhafra Air Base）

### 英国
- 奥尔肯伯里皇家空军基地（英语：RAF Alconbury）
- 克劳顿皇家空军基地（英语：RAF Croughton）
- 费尔福德皇家空军基地（英语：RAF Fairford）
- 雷肯希斯皇家空军基地[33]
- 米尔登霍尔皇家空军基地
- 莫尔斯沃思皇家空军基地（英语：RAF Molesworth）

## 美国太空军基地

### 阿森松岛
- 阿森松岛皇家空军基地

### 格陵兰
- 皮图菲克太空基地

## 美国海岸警卫队基地

### 巴林
- 西南亚巡逻部队（英语：Patrol Forces Southwest Asia）

### 古巴
- 关塔那摩湾海军基地

### 日本
- 美国海岸警卫队远东行动基地

### 荷兰
- 美国海岸警卫队欧洲行动基地（英语：USCG Activities Europe）[34]

### 沙特阿拉伯
- 沙特海事基础设施保护部队[35]

### 新加坡
- 美国海岸警卫队远东行动基地[36]